# Monika Mrklas
Monika Mrklas, verh. Friedrich (* 26. Mai 1942 in Coswig), ist eine ehemalige deutsche Skilangläuferin und Radrennfahrerin.

## Werdegang
Monika Mrklas war als Skilangläuferin aktiv. 1967 startete sie allerdings bei den Straßen-Radweltmeisterschaften im niederländischen Heerlen als Radrennfahrerin. Erst in diesem Jahr hatte der Bund Deutscher Radfahrer Leistungsradsport für Frauen in der Bundesrepublik Deutschland zugelassen. Da es für die Straßenradsport-Weltmeisterschaften aber aus Sicht des Bundes Deutscher Radfahrer keine geeigneten Kandidatinnen gab, griff man auf eine Athletin aus einer anderen Ausdauersportart zurück. Mrklas belegte im Straßenrennen Platz 26. Im Jahr darauf wurde sie erste „Bundessiegerin“ im Straßenrennen, ein Vorläuferwettbewerb der Deutschen Meisterschaft. Bei den Straßenradsport-Weltmeisterschaften kam sie auf den 28. Platz. Im selben Jahr errang sie bei den nordischen Skimeisterschaften in Altenau den deutschen Meistertitel im Skilanglauf über fünf Kilometer.
Zweimal startete Monika Mrklas bei Olympischen Winterspielen. 1968  in Grenoble wurde sie 17. über fünf Kilometer und 20. über zehn Kilometer; mit der Staffel belegte sie Platz sieben. Vier Jahre später, bei den Spielen in Sapporo wurde sie 24. über fünf Kilometer und mit der Staffel Vierte, gemeinsam mit Ingrid Rothfuß und Michaela Endler.